# Bulbophyllum rysyanum
Bulbophyllum rysyanum là một loài thực vật có hoa trong họ Lan. Loài này được Roeth mô tả khoa học đầu tiên năm 2007.